# Platinafläckat metallfly
Platinafläckat metallfly, Autographa bractea, är en fjärilsart som beskrevs av Michael Denis och Ignaz Schiffermüller, 1775.. Platinafläckat metallfly ingår i släktet Autographa och familjen nattflyn, Noctuidae. Arten är reproducerande och har livskraftiga (LC) populationer i både Sverige och i Finland. I Sverige förekommer arten tämligen allmänt i hela landet förutom fjälltrakterna. Även i Finland förekommer arten allmänt, förutom i nordligaste delen av landet. En underart finns listad i Catalogue of Life, Autographa bractea montsenyensis Sarto y Monteys, 1979

## Bildgalleri

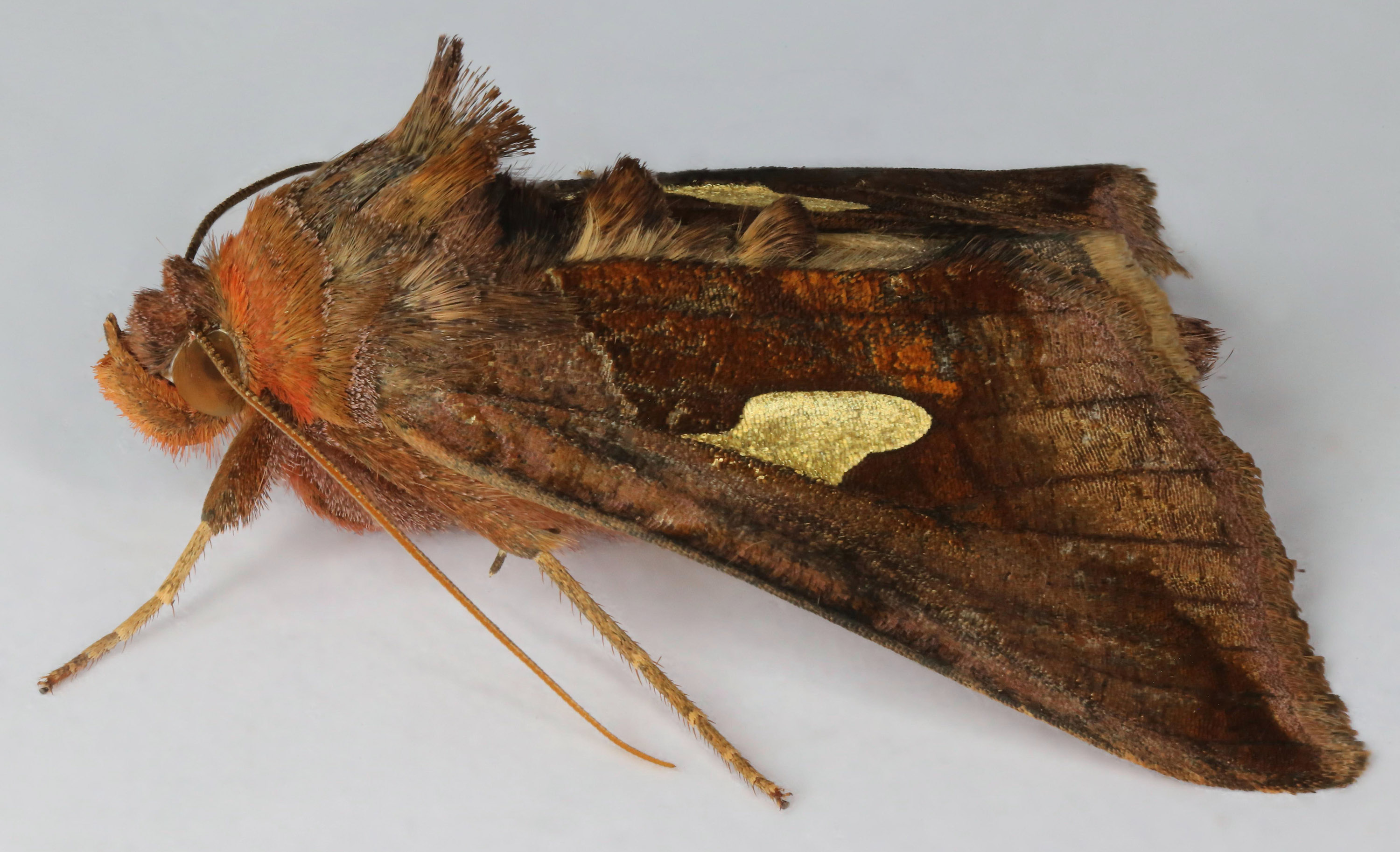
Imago fjäril
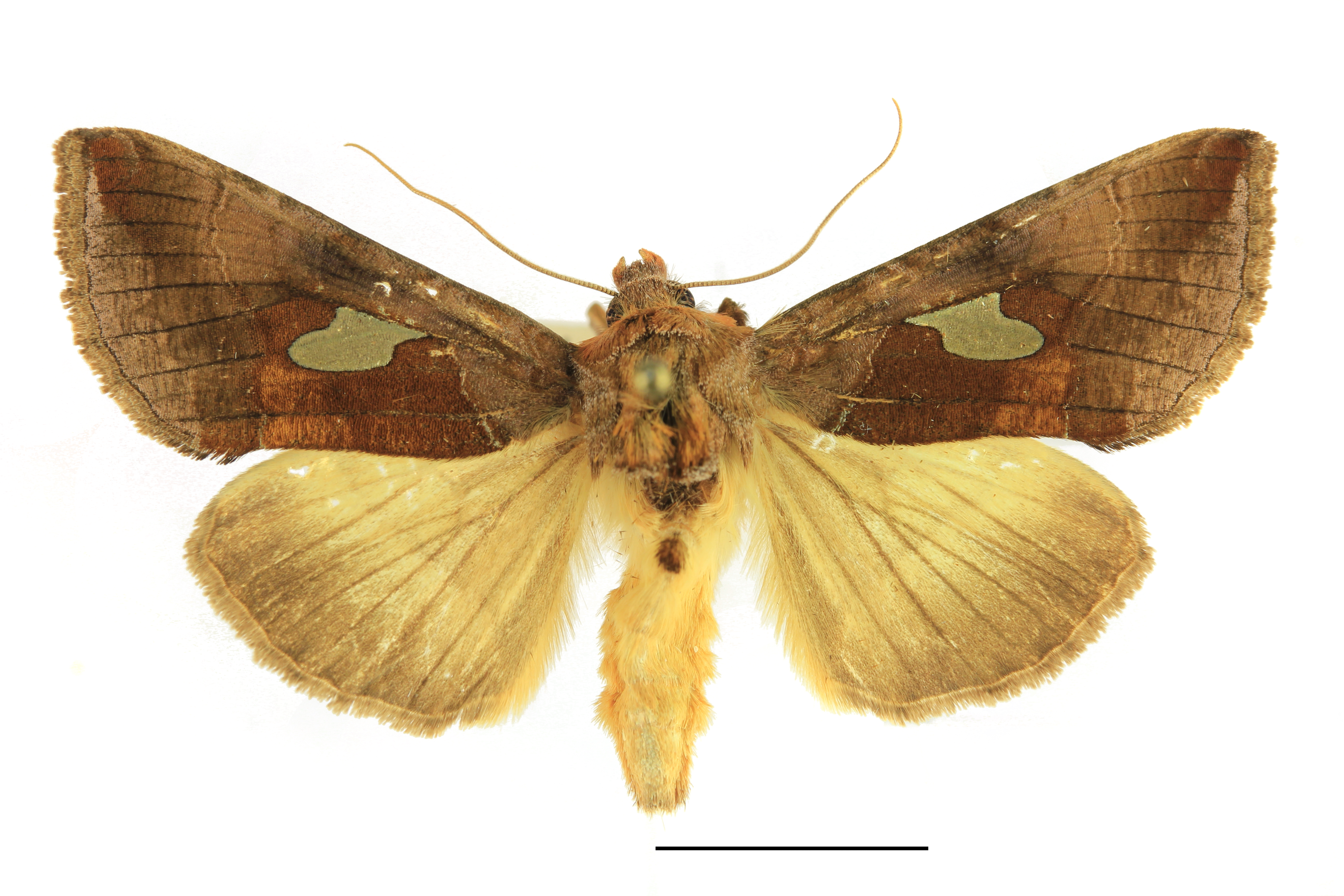
Preparerad (uppnålad) imago fjäril